# Universal asynchronous receiver/transmitter
Em Comunicação Série pt-PT ou Comunicação Serial pt-BR utilizam-se três tipos de dispositivos de hardware: 
- USRT - Universal Synchronous Receiver/Transmitter
- UART - Universal Asynchronous Receiver/Transmitter
- USART - Universal Synchronous/Asynchronous Receiver/Transmitter

Os USRTs são utilizados em sistemas de comunicação para aplicações específicas, com sincronização feita por hardware e a muito curtas distâncias.
Os UARTs são utilizados para comunicar a maiores distâncias e a sua sincronização é feita por software, o que torna a velocidade de comunicação a que funcionam muito menor que a dos USRTs.
Os USARTs são os mais utilizados, visto que são mais versáteis, sendo utilizados em ambos os modos (síncrono e assíncrono).